# Edmund Kennedy
Edmund Besley Court Kennedy (* 5. September 1818 auf Guernsey; † Dezember 1848 auf der Kap-York-Halbinsel, Australien) war ein britisch-australischer Entdecker. Er war ein enger Mitarbeiter von Sir Thomas Mitchell. Kennedy kundschaftete das Hinterland von Queensland und New South Wales aus. Er erkundete unter anderen den Thomson River, den Barcoo River, Cooper Creek und die Kap-York-Halbinsel.

## Leben
Kennedy wurde 1818 auf der Kanalinsel Guernsey geboren. Im Jahr 1840 wanderte er nach New South Wales (Australien) aus und wurde Landvermesser. Er wurde im Dezember 1848 auf der Kap-York-Halbinsel bei einem Angriff der Aborigines auf seinen Erkundungstrupp getötet.
Nach ihm ist der australische Edmund-Kennedy-Nationalpark benannt.

## Expeditionen

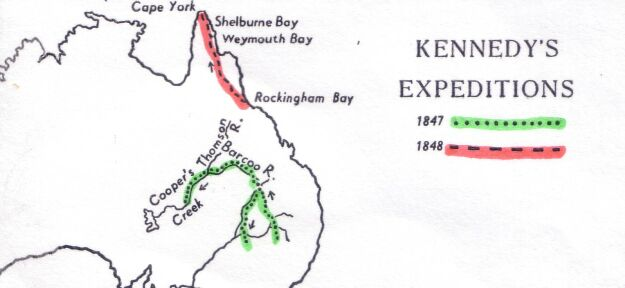
Kennedys zweite und dritte Expeditionen in Australien, 1847 und 1848

### Erste Expedition
Edmund Kennedy wurde 1845 von Thomas Mitchell für eine Expedition nach Nordqueensland ausgewählt. Im November verließen sie New South Wales, um einen Landweg zum Golf von Carpentaria zu finden. Dieses Ziel erreichte die Expedition zwar nicht, doch entdeckten sie einen Fluss, den sie „Victoria Stream“ tauften. Im Januar 1847 kehrten sie nach Sydney zurück.

### Zweite Expedition
Noch 1847 führte Kennedy eine neue Expedition an, um herauszufinden, ob der Victoria Stream in den Golf von Carpentaria mündet. Die Expedition verließ New South Wales am 13. März 1847 und folgte dem Fluss bis zum Cooper’s Creek, der in der Wüste versandet. Damit hatten sie nachgewiesen, dass der Fluss den Golf von Carpentaria nicht erreicht. Kennedy benannte den Victoria Stream nach einer Aborigine-Bezeichnung in „Barcoo River“ um. Die erreichte am 7. Februar 1848 wieder Sydney.

### Letzte Expedition
Auf seiner letzten Expedition wurde Kennedy wiederum in den Norden Australiens geschickt, um eine günstige Inlandroute vom Golf von Carpentaria nach Sydney zu finden. Am 29. April 1848 verließen Edmund Kennedy und seine Mannschaft den Hafen von Sydney in der Bark Tam O' Shanter zusammen mit der HMS Rattlesnake. In Nordqueensland wurde Kennedy jedoch in der Nähe von Kap York von Einheimischen getötet.